# Lithocarpus longanoides
Lithocarpus longanoides C.C.Huang & Y.T.Chang – gatunek roślin z rodziny bukowatych (Fagaceae Dumort.). Występuje naturalnie w południowych Chinach – w prowincjach Guangdong oraz Junnan (w południowo-wschodniej części), a także w regionie autonomicznym Kuangsi. 

## Morfologia
PokrójZimozielone drzewo dorastające do 8–18 m wysokości.
LiścieBlaszka liściowa jest nieco skórzasta, owłosiona od spodu i ma owalny, eliptyczny lub lancetowaty kształt. Mierzy 4–10 cm długości oraz 1,5–3,5 cm szerokości, jest całobrzega, ma nasadę zbiegającą po ogonku i wierzchołek od spiczastego do ogoniastego. Ogonek liściowy jest nagi i ma 15 mm długości.
OwoceOrzechy o kulistym kształcie, dorastają do 8–16 mm średnicy. Osadzone są pojedynczo w miseczkach o kulistym kształcie, które mierzą 10–18 mm średnicy. Orzechy otulone są w miseczkach do 80–100% ich długości.

## Biologia i ekologia
Rośnie w wiecznie zielonych lasach. Występuje na wysokości od 500 do 1200 m n.p.m. Kwitnie i owocuje od lipca do października.